# Tom Buschardt
Tom Buschardt (* 8. Februar 1966 in Köln) ist ein deutscher Publizist und Medientrainer.

## Tätigkeit
Buschardt ist als Medientrainer, Publizist, Journalist und Moderator tätig. Er ist spezialisiert auf Krisenkommunikation und Public Relations. Buschardt war Dozent für das FAZ-Institut, die RTL Journalistenschule für TV und Multimedia, die Initiative Kommunikation Heidelberg sowie Mitglied der Ausbildungskommission der Deutschen Welle. Für die Deutsche Welle Akademie arbeitet er an der Akademie Auswärtiger Dienst 2004 bis 2019 als Dozent in den Bereichen Interview und Krisen-Interview. Er coacht Politiker und Vorstandsmitglieder für den öffentlichen Auftritt und berät Unternehmen in der Krisenkommunikation. Er war Medienberater für das Management von Nick Heidfeld und Pressesprecher der Cologne Crocodiles in der German Football League. Er tritt als Redner auf Fachkongressen auf und ist Dozent an der Deutschen Akademie für Change und Kommunikation. Im manager magazin veröffentlicht er seit 2015 als Gastautor in der Rubrik MeinungsMacher. Am Institut für Kommunikationsmanagement (Fakultät Management, Kultur und Technik) der Hochschule Osnabrück hielt er im Herbstsemester 2020 ein Blockseminar zum Thema „Medien und Medienakteure in Pandemiezeiten“, in dem auch FDP-Parteivorsitzender Christian Lindner, sowie Ulrike Winkelmann, Chefredakteurin der taz live zugeschaltet wurden.

## Werdegang
Nach dem Abitur am Hansagymnasium Köln absolvierte Buschardt seinen Wehrdienst im Pressezentrum der Luftwaffe, arbeitete vier Jahre für die Kölnische Rundschau und volontierte im Verlag Rommerskirchen/medien-informationsdienst in Rolandseck, wo er anschließend als Redakteur und später als Ressortleiter Hörfunk arbeitete. Er arbeitete für Programme der ARD und war zeitweise angestellter Redakteur bei WDR2 sowie der Deutschen Welle, bevor er zur Deutsche Welle Akademie wechselte. Er war freier Mitarbeiter in der Nachrichtenredaktion von RTL Aktuell sowie WDR und privaten Radioprogrammen in Nordrhein-Westfalen, darunter Radio Köln, Radio Bonn/Rhein-Sieg, Radio Leverkusen. Er war von 2005 bis 2014 geschäftsführender Gesellschafter einer von ihm mitgegründeten PR-Agentur.

## Veröffentlichungen
Zusätzlich zu branchenbezogenen Publikationen schrieb er einen Krimi für Rattenpack (Emons-Verlag, Köln) und für den Reiseführer 1000 Places to see before you die – Deutschland, Österreich, Schweiz. (Ullmann-Verlag). Im Juracon-Jahrbuch 2014/2015 analysierte er das Verhältnis zwischen Journalisten und Juristen bei der Berichterstattung aus deutschen Gerichten.

## Publikationen
- Die Pressemitteilung. – Ein Leitfaden zur erfolgreichen Öffentlichkeitsarbeit, Schulz, Starnberg 2001, ISBN 3-7962-0493-7.
- Die Pressemitteilung.- Inhalt, Form, Praxis, Luchterhand, Köln, 2002, ISBN 3-472-05214-7.
- Öffentlichkeitsarbeit: Hörfunk, 2. Ausgabe. VISTAS Verlag Berlin, 2002, ISBN 3-89158-326-5 (1. Auflage 1998).
- Ratgeber Freie Journalisten, 4. Ausgabe. VISTAS Verlag, Berlin, 2003, ISBN 3-89158-362-1.
- Feedback – Kommunikation optimieren, 2. Auflage. VISTAS Verlag, Leipzig, 2016, ISBN 978-3-89158-617-4 (1. Auflage 2015).
- Schlagfertiger durch Ärger-Fasten, VISTAS Verlag, Leipzig, 2017, ISBN 978-3-89158-630-3
- Warum wir Kommunikation neu lernen müssen, VISTAS Verlag, Leipzig, 2019, ISBN 978-3-89158-655-6
- Workbook: Krisenkommunikation, Bundesanzeiger Verlag, Reguvis Fachmedien, Köln, 2021, ISBN 978-3-8462-1301-8
- Wer antwortet, führt – Die Vorteile des konstruktiven Egoismus in der Kommunikation, Bundesanzeiger Verlag, Reguvis Fachmedien, Köln, 2023, ISBN 978-3-8462-1464-0